# جونبو-ریستوگو
جونبو-ریستوگو انگلیسی: 准母立后 یا 准母 Junbo-Ritsugō، عنوانی ژاپنی است که به یک امپراتور افتخاری یا مادر افتخاری امپراتور ژاپن اشاره دارد.